# Glarus (kanton)

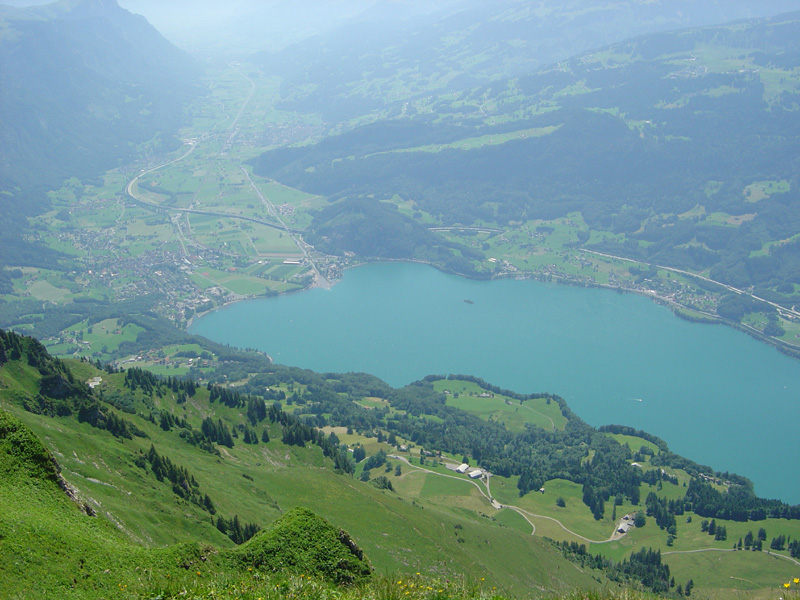
Uitzicht op de Walensee

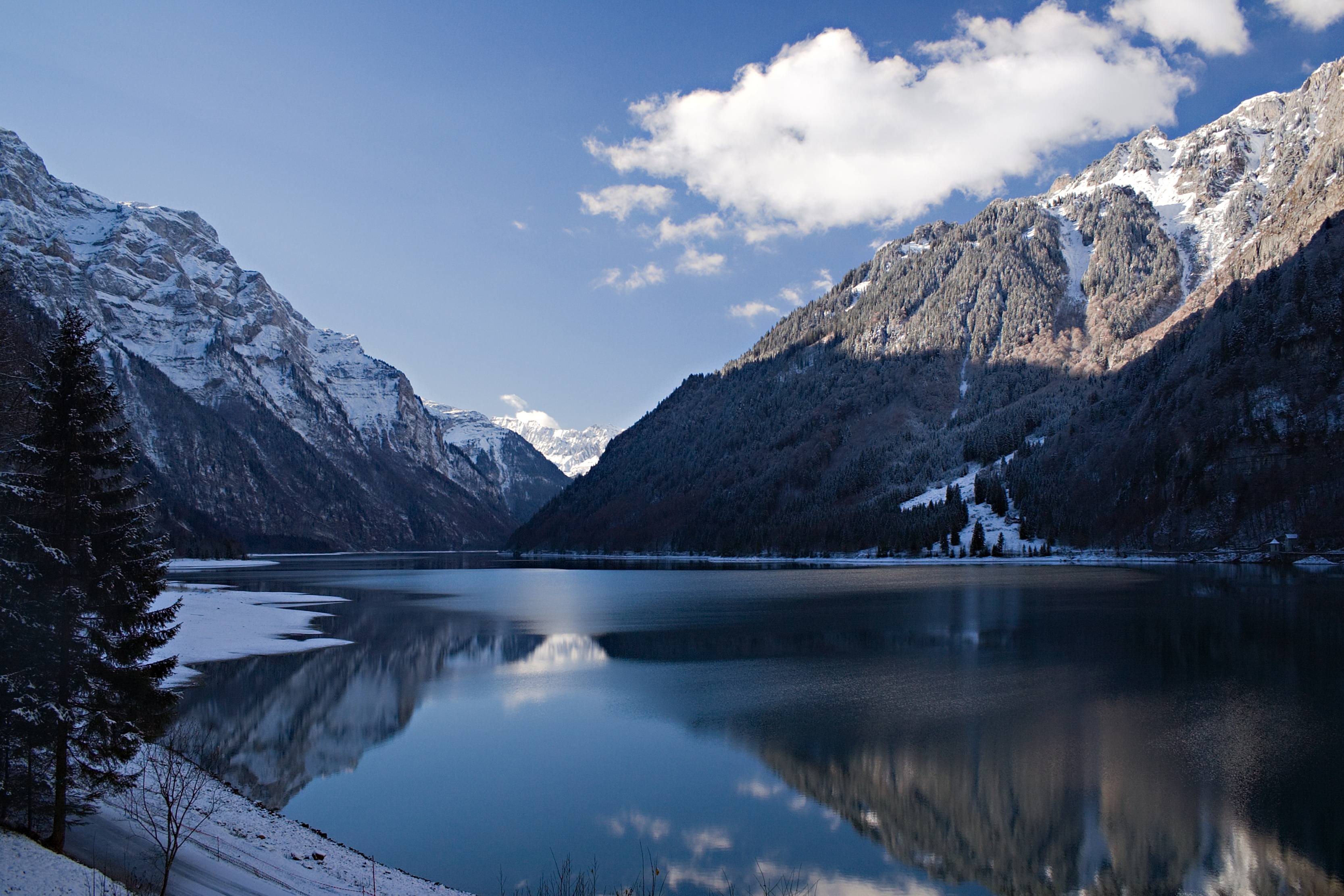
Uitzicht op de Klöntalersee

Glarus (Duits: Glarus; Frans: Glaris; Italiaans: Glarona; Reto-Romaans: Glaruna) is een kanton in het midden-oosten van Zwitserland. Het is een Alpenkanton.
Op 31 december 2023 telt het kanton 42.056 inwoners
De inwoners van het kanton zijn 42% protestant en 37% rooms-katholiek (2004).

## Geografie
Het kanton grenst aan de kantons van Sankt Gallen, Graubünden, Schwyz en Uri.
Glarus wordt gedomineerd door het gebied rond de rivier de Linth, voor de rest zijn er hoge bergen.
De kanalisering van de Linth was een van de eerste grotere civiele bouwwerken in Zwitserland.
De hoogste top in de Alpen van Glarus is de Tödi met 3614 meter. Andere bergen zijn bijvoorbeeld de Hausstock (3158 m) en de Glärnisch (2910 m). Het Walenmeer (Walensee) is een meer in dit gebied. De oppervlakte van Glarus is 685 km², waarvan slechts de helft als productief wordt beschouwd.
In Glarus zijn er grote klimatologische verschillen, mild bij het Walenmeer en guur en koud op de gletsjers in de bergen. Hier blaast de Föhn af en toe sterk. In dit geval kan de temperatuur sterk oplopen.

## Demografische evolutie van het kanton
Bron: https://www.bfs.admin.ch/bfs/de/home/statistiken/bevoelkerung/stand-entwicklung.assetdetail.32229209.html

## Economie
Bosbouw is sterk in dit kanton. Het is een van de sterkst geïndustrialiseerde kantons van Zwitserland, doordat de dienstensector zich hier niet zo sterk ontwikkeld heeft. Toerisme is een belangrijke inkomstenbron in Glarus.
Door de ligging in de bergen (energiebron water) was het in de 18e eeuw een goede plaats voor productie van katoen en wol. De industrialisering bracht het bedrukken van katoen, de energieopwekking, gevolgd door fabrieken voor metaal en machines en papierfabrieken.
Zuivel en veeteelt zijn van oudsher sterk in dit kanton.

## Talen
Moedertaal (2000):
- Duits: 85,8%
- Italiaans: 4,4%
- Albanees: 2,5%
- andere talen: 13,4%

20% van de bevolking van kanton Glarus heeft geen Zwitsers paspoort.

## Gemeenten
Sinds 1 januari 2011 kent het kanton nog slechts drie gemeenten: Glarus Nord, Glarus en Glarus Süd.

## Toerisme
Het toerisme is geconcentreerd in Braunwald, Elm en Filzbach. Het toerisme wordt verbonden met de bergen. Men kan dus bergwandelen, bergbeklimmen en skiën.

## Districten
Het kanton kent geen districten.

## Geschiedenis
Opgravingen uit de bronstijd (13e tot 9e eeuw v.Chr.) bewijzen de menselijke bewoning in Glarus. Opgravingen en benamingen van plaatsen geven aan dat de Kelten (3e eeuw voor Chr.) hier geleefd hebben. De naam van de rivier Linth komt van het Keltische «linta», wat de buigzame, slang of draak betekent.
Man kan bij het Walenmeer ook resten van Romeinse bebouwing vinden. Glarus hoorde in de Romeinse tijd tot de provincie Rätien.
De eerste kerk werd in de 6e eeuw in Glarus gebouwd. Fridolin van Säckingen, een van de missionarissen uit die tijd, is nu de beschermheilige van het kanton. Omstreeks 700 komen de Germanen, maar pas in de 11e eeuw wordt hun taal algemeen overgenomen.
In de 13e eeuw wordt Glarus beheerst door het huis Habsburg, waarvan de bewoners niet zo gediend zijn. In 1282 wordt "de gemeenschap van mannen van het gehele dal Glarus" gevormd. In 1351 wordt Glarus vrijwillig veroverd door Zürich en de Midden-Zwitserse kantons ("Innerschweiz"). In 1352 wordt een aanval van de Habsburgers teruggeslagen, en sluiten ze zich aan bij het Zwitsers Eedgenootschap.
Na de uiteindelijk overwinning op Habsburg in 1388, kopen ze zich ook nog vrij van het klooster Säckingen in 1395. Al voor 1530 is de meerderheid van Glarus gereformeerd. Zwingli heeft 10 jaar in Glarus als pater gewerkt en zijn reformatieschrift in 1523 aan Glarus opgedragen.
Tussen 1798 en 1803 was Glarus een deel van het nieuwe kanton Linth, dat door Napoleon is gevormd (en daarna weer werd ontbonden). In 1881 vond er in Elm, in het zuiden van het kanton, een bergstorting plaats die 114 mensen het even kostte.
Glarus Nord · Glarus · Glarus Süd
Aargau · Appenzell Ausserrhoden · Appenzell Innerrhoden · Basel-Landschaft · Basel-Stadt · Bern · Fribourg · Genève · Glarus · Graubünden · Jura · Luzern · Neuchâtel · Nidwalden · Obwalden · Sankt Gallen · Schaffhausen · Schwyz · Solothurn · Thurgau · Ticino · Uri · Vaud · Wallis · Zug · Zürich
- Bibliothèque nationale de France: cb12071251k (data)
- Gemeinsame Normdatei: 4021141-1
- Historisch woordenboek van Zwitserland: 007374
- International Standard Name Identifier: 0000 0004 0627 5734
- Library of Congress Control Number: n81129730
- MusicBrainz: f55f9d22-e955-4cc4-aa5f-cf92cdf2555e
- Nationale Bibliotheek van Tsjechië: ge961212
- Nationale Bibliotheek van Israël: 987007562019105171
- Virtual International Authority File: 134881987